# Nembrotha megalocera
 Nembrotha megalocera  là một loài động vật thân mềm chân bụng nhiều màu sắc của họ Polyceridae. Chúng sống ở vùng biển nhiệt đới Biển Đỏ. Loài này được mô tả lần đầu vào năm 1990.

## Môi trường sống
Loài sên biển này xuất hiện tại vùng Biển Đỏ.